# Heinrich Burchard von Münchhausen
Heinrich Burchard von Münchhausen (* 7. Mai 1659; † 12. Juni 1717 in Walkenried) war ein braunschweig-lüneburgischer Drost des Stifts Walkenried und Gutsbesitzer im Herzogtum Sachsen-Weißenfels.

## Leben
Er entstammte der „Weißen Linie“ des niedersächsischen Adelsgeschlechts Münchhausen und war der Sohn des schwedischen Kapitänleutnants Heinrich George (Jürgen) von Münchhausen († 1672).
Am 5. November 1708 ließ sich Heinrich Burchard von Münchhausen die adlige Abstammung von Kaiser Joseph in Wien bestätigen.
Nach seinem Studium trat er in den Dienst des Herzogs Anton Ulrich von Braunschweig-Wolfenbüttel, in dessen Auftrag er in Walkenried im Südharz ansässig wurde. Als zweites Standbein suchte sich Münchhausen Besitz im thüringisch-sächsischen Raum unweit von Querfurt. Als dort 1705 der Amtshauptmann zu Querfurt, Carl Siegmund Bose, in Gatterstädt das sogenannte Trebra’sche Erblehngut zum Kauf anbot, griff er zu. Vier Jahre später, 1709, erwarb er in Gatterstädt zusätzlich von den Erben des verstorbenen Georg Hacke dessen dortiges freies Erbgut für 5400 Gulden. Münchhausen hielt sich abwechselnd in Walkenried und Gatterstädt auf. Im 59. Lebensjahr kam er zum Liegen und errichtete am 11. Juni 1717 in Walkenried sein Testament. Er ordnete darin seine christliche Erdbestattung in der Stille, ohne einziges Gepränge und Zeremonien am Abend bei Kerzenschein an. Dabei sollten seine Personalia in einer Abdankungsrede verlesen werden und der Pastor den Segen sprechen. Münchhausen wollte in einem Sarg aus Tannenbrettern beigesetzt werden. Am darauffolgenden Tag starb er und das Erbe fiel an seine drei Töchter und zwei Söhne. Die Letzteren waren seine männlichen Leibeslehnserben und ihnen hatte er speziell seine beiden Güter in Gatterstädt vererbt.
Obwohl er eine Erdbestattung testamentarisch verfügt hatte, erfolgte seine Beisetzung in der Klosterkirche Walkenried am 20. Juni 1717.

## Familie
Heinrich Burchard von Münchhausen war zweimal verheiratet, seine beiden in den Jahren 1710 und 1716 verstorbenen Gattinnen wurden in Walkenried beigesetzt. Aus der ersten Ehe gingen drei Töchter und drei Söhne hervor, von denen einer jung verstarb. Eine verwitwete Tochter von ihm wohnte bis zu ihrem Tod 1742 im Klosterhof Walkenried, eine andere  unverheiratete Tochter, Agnese Margaretha von 1730 bis 1756 im Jagdschloss Walkenried.
Seine Söhne lebten auf den zwei Gütern der Familie in Gatterstädt.
Der Kreisdirektor Johann Gottlieb Bernhard von Münchhausen war sein Enkel, mit dem die Gatterstädter Linie 1799 erlosch.